# Stowarzyszenie Właścicieli Większych Posiadłości Wiejskich
Stowarzyszenie Właścicieli Większych Posiadłości Wiejskich (zwane również Stowarzyszeniem Ziemiańskim) – konserwatywna organizacja utworzona 3 maja 1848 we Lwowie w celu obrony praw bogatych ziemian w Galicji.
Inicjatorem powstania organizacji był Gwalbert Pawlikowski (który został również prezesem stowarzyszenia), należało do niej około 120 osób. 
Stowarzyszenie stanowiło ośrodek współpracy z władzami austriackimi, sprzeciwiało się reformom demokratycznym oraz zniesieniu pańszczyzny. Dlatego też czynnie zwalczało Centralną Radę Narodową.
Członkami stowarzyszenia byli m.in. Kazimierz Badeni, Józef Bartmański, Alojzy Borkowski, Seweryn Drohojowski, Sebastian Glixelli, Józef Golejowski, Agenor Gołuchowski, Józef Gorayski, Gustaw Hagen, Karol Jabłonowski, Bonifacy Janiszewski, Ignacy Jankowski, Józef Jasiński, Eustachy Jawornicki, Teofil Jordan, Roman Kranicki, Cyprian Komorowski, Ignacy Konarski, Seweryn Korytko, Aleksander Krasicki, Maciej Krasicki, Maurycy Kraiński, Napoleon Listowski, Tadeusz Łoś, Mateusz Miączyński, Antoni Nahujowski, Ksawery Oczosalski, Włodzimierz Piasecki, Napoleon Raciborski, Klemens Raczyński, Edward Radziejowski, Fortunat Skarżyński, Piotr Trzciński, Tadeusz Turkuł, Michał Tustanowski, Walery Ustrzycki.
Dołączyli do nich: Mikołaj Antoniewicz, Leszek Dunin Borkowski, Kazimierz Dąbski, Gustaw Głogowski, Józef Jabłonowski, Józef Lewicki, Franciszek Moszczyński, Wiktor Obniski, Paweł Rodakowski, Piotr Romaszkan, Feliks Rojowski, Włodzimierz Russocki, Edward Maria Adolf Stadnicki, Jan Kanty Edward Stadnicki, Leon Stadnicki, Marcin Smarzewski, Aleksander Uznański, Franciszek Wilczyński.

## Literatura
- Marian Stolarczyk – „Działalność lwowskiej Centralnej Rady Narodowej”, Rzeszów 1994, ISBN 83-900-933-6-7